# Avenue de Malakoff
Koordinaten: 48° 53′ N, 2° 17′ O
Die Avenue de Malakoff ist eine 410 Meter lange und 23,5 Meter breite Straße im äußersten Norden des 16. Arrondissements von Paris, wo sie die Grenze zwischen dem westlich gelegenen Quartier de la Porte-Dauphine und dem östlich gelegenen Quartier de Chaillot bildet.

## Lage
Die Straße beginnt im Süden bei Nummer 50 der Avenue Foch und endet im Norden am Boulevard de l'Amiral Bruix sowie an Nummer 89 der Avenue de la Grande Armée unmittelbar vor der Place de la Porte Maillot, deren Nordseite sich bereits im 17. Arrondissement befindet:

## Namensursprung
Benannt wurde die Straße nach dem General Aimable Pélissier (1794–1864), dem späteren Herzog von Malakoff. Dieser erhielt seinen Titel nach dem Fort Malakow vor Sewastopol, das im Krimkrieg 1855 unter seinem Kommando erobert wurde.

## Geschichte
Die Straße wurde 1826 in der ehemaligen Gemeinde Passy von der Société des terrains de la plaine de Passy angelegt, die das ländliche Gebiet zwischen der Avenue de Neuilly, der heutigen Avenue de la Grande Armée im Norden, der Rue de Longchamp im Süden, der ehemaligen Faisanderie du parc de la Muette im Westen (heute Rue Spontini und Rue Pergolèse) und der Grenze zur Stadt Paris (Standort der heutigen Avenue Kléber) aufteilte.
Ursprünglich begann die Avenue Malakoff bereits an der viel weiter südlich gelegenen Place du Trocadéro-et-du-11-Novembre, doch 1936 wurde der Abschnitt südlich der Avenue Foch umbenannt in Avenue Raymond Poincaré.
Bevor sie 1864 ihren heutigen Namen erhielt, bildete die Straße einen Abschnitt der Avenue Saint-Denis.

## Sehenswürdigkeiten
- Nr. 129: Wohnsitz von Florence Gould (1895–1983)[1]